# Русское поле экспериментов (песня)
«Русское поле экспериментов» — песня русского панк-музыканта Егора Летова и его группы «Гражданская оборона». Написана в 1988 году для одноимённого альбома. Длина композиции составляет от 11 до 14 минут. Словосочетание «Русское поле экспериментов» использовалось как название одноимённого альбома, а также прижизненного сборника стихов Летова. По определению самого поэта и музыканта, песня является «заглавной» в его творчестве.

## Смысл песни
Сюжет и однозначный смысл стихотворения до сих пор является дискуссионным вследствие насыщенного образного ряда произведения.

## История создания
Летов рассказывал, что написал песню под впечатлением от просмотра двух мондо-фильмов — «Морда дьявола» и «Лики смерти», которые насыщены кадрами убийства животных. Летов любил животных, а просмотренное шокировало его до глубины души. Отсюда и взялись строчки о мертвых мышатах которыми набивают карманы и бедном бычке, убитом на радость людям.
— Что означает строчка «набивать карманы мертвыми мышатами»? (Shef, Москва)
— Песня написана после того, как я посмотрел два документальных фильма — «Морда дьявола» и «Лики смерти», в которых много и долго убивали разных животных. Это один из поворотных пунктов вообще моего творчества. Я чуть с ума не сошел. У меня было два состояния: либо умереть, либо идти убивать налево-направо. При этом Янка и мои согруппники, смотревшие то же, что и я, сидели на кухне, смеялись, курили, как будто ничего не произошло. Когда я попытался что-то им… — на меня посмотрели, как на идиота. И продолжали весело жить дальше. Вот тогда, в течение этой ночи, я сочинил эту песню. Эта песня — про все это. Как все это имеет милое свойство отвратительно продолжаться в любых условиях. И нет этому конца.

Из офлайн-интервью на официальном сайте группы «Гражданская оборона».

## Наследие
Со временем название стало нарицательным и использовалось многократно, в том числе вне контекста творчества Летова. Например, как заглавие сборника журналистских работ Дмитрия Попова; а также как заглавие многочисленных статей, например, о творчестве художника Павла Филонова, о российском постпанке и даже о территориальных спорах.
Самостоятельную популярность приобрели отдельные лирические образы из песни, стали популярными цитатами. Например, «Вечность пахнет нефтью», «На патриархальной свалке устаревших понятий» и другие.
На песню были записаны многочисленные кавер-версии (например, Билли Новиком, Яковом Гладким, группой Jedi и другими), семплы из неё активно использовались в творчестве других музыкантов (например, Слава КПСС, Joker James и другими).

### Комментарии
1. ↑  Фраза «Вечность пахнет нефтью», возможно, отсылка к Бертрану Расселу[10], который, в свою очередь, ссылается на Джеймса Уильяма.
2. ↑  Например, название популярной пародийной группы в социальной сети «Вконтакте», публикующей текстовые и визуальные каламбуры, контекстуально относящиеся к творчеству Егора Летова и группы «Гражданская оборона».